# Hesperandra imitatrix
Hesperandra imitatrix là một loài bọ cánh cứng trong họ Cerambycidae.